# Juan Martín Hernández
Juan Martín Hernández (San Nicolás de los Arroyos, 7 de agosto de 1982) es un exjugador argentino de rugby que se desempeñó  como apertura, centro o fullback. Su último club fue Jaguares.
Hernández jugó su primer partido con Selección nacional en un partido contra Paraguay (victoria Argentina por 144 a 0 - Hernández 1t y 2c).
Juan Martín viene de una familia de deportistas. Su tío, Patricio Hernández formó parte de la Selección de fútbol de Argentina durante el Mundial de 1982. Su hermana, María de la Paz Hernández, fue tres veces medallista olímpica y campeona mundial en 2002 con la Selección nacional de hockey sobre césped.
Anunció su retiro del rugby profesional el 3 de abril de 2018, a través de un medio francés.
El 10 de octubre de 2023, World Rugby anunció la inclusión de Juan Martín en el Salón de la Fama. El 29 de octubre, ingresó oficialmente.

## Carrera deportiva

### Clubes
Juan Martín comenzó su carrera en el rugby en la Asociación Deportiva Francesa, club de carácter amateur, como todos los que practican rugby en Argentina. En 2003, se mudó a París para jugar profesionalmente en el Stade Français, uno de los clubes más importantes de Francia y de Europa. Allí tuvo mucho éxito: ganó el campeonato nacional en 2004 y fue finalista en la Heineken Cup en 2005. En 2006, fue nombrado «Apertura del Año». Su premio coincidió con muchos comentarios, en los cuales se decía que Hernández era el mejor apertura del mundo. Hernández tuvo un rápido paso por el Natal Sharks de Sudáfrica, que milita en el Super Rugby. En dicha franquicia no jugó mucho por causa de una lesión en su espalda. En junio de 2010, fue transferido al Racing Métro 92 de París, para disputar nuevamente el Top 14 francés. En 2014, fue transferido al Toulon francés, equipo en el que jugó hasta 2015.
Su último paso profesional lo dio con la franquicia argentina Jaguares, perteneciente al Super Rugby. Allí se desempeñó en diferentes posiciones durante tres temporadas, desde el 2016 hasta 2018.

### Internacional
Juan Martín debutó en la Selección nacional en un partido contra Paraguay el 27 de abril de 2003. Jugando muy bien, ayudó a lograr una contundente victoria de Los Pumas por 144-0. Luego de jugar cinco partidos más para Argentina entre mayo y agosto de 2003, Hernández fue incluido en el plantel argentino que disputaría el Mundial de Rugby de 2003. Jugó el primer partido contra los Wallabies australianos, para luego estar contra Namibia y Rumania.
Volvió a jugar en Los Pumas en noviembre de 2004, contra Francia, Irlanda y contra los Springboks sudafricanos. En la siguiente temporada jugó dos partidos, contra Gales y contra los All Blacks.
Hernández tuvo una excelente participación en el Mundial de 2007, en el cual el conjunto argentino quedó en tercer lugar, luego de haber clasificado como primero de su grupo (con victorias ante el local, Francia, contra Georgia, Namibia e Irlanda) y de haberle ganado a Escocia en cuartos de final. Volvería a vencer nuevamente a Francia en el partido por el tercer puesto del Mundial (Argentina sólo perdió contra los eventuales campeones mundiales, Springboks, en las semifinales).
En 2007, fue nominado por la World Rugby como uno de los cinco candidatos a Mejor Jugador del Mundo, premio que finalmente se le otorgó a Bryan Habana. 
Desde 2007 hasta 2011, solo jugó seis partidos con Los Pumas. Tres lesiones (en la mano, en la espalda y la última en los ligamentos de la rodilla) lo privaron de varios Test-Matches, y también de la Copa Mundial de Rugby 2011 en Nueva Zelanda.
Disputó el Rugby Championship, torneo en el que estuvo presente en todas sus ediciones desde la inclusión de Argentina a partir de 2012.
Fue parte del equipo argentino que obtuvo el cuarto puesto en la Copa Mundial de Rugby de 2015, donde anotó un ensayo en la victoria de su equipo por 64-19 contra Namibia.

## Partidos conLos Pumas
- 2008:  28/6 vs. Italia.
- 2007: 7/9 vs. Francia; 11/9 vs. Georgia; 30/9 vs. Irlanda; 7/10 vs. Escocia; 14/10 vs. Sudáfrica;19/10 vs. Francia.
- 2006: 17/6 vs. Gales; 24/6 vs. Nueva Zelanda; 11/11 vs. Inglaterra; 18/11 vs. Italia; 25/11 vs. Francia.
- 2005: 5/11 vs. Sudáfrica; 12/11 vs. Escocia; 19/11 vs. Italia.
- 2004: 20/11: vs. Francia; 27/11: vs. Irlanda; 4/12: vs. Sudáfrica.
- 2003: 27/4: vs. Paraguay; 3/5: vs. Uruguay; 14/6: vs. Francia; 20/6: vs. Francia (1 try); 28/6: vs. Sudáfrica (1 try); 30/8 vs. Canadá. Copa Mundial de Rugby de 2007: 10/10: vs. Francia; 14/10: vs. Namibia; 22/10: vs. Rumania (2 Tries).

## Vida personal
Juan Martín está en pareja con María Emilia Brochard con quien tiene tres hijos: Beltrán (n.2009), Joaquín y Tomás.

## Honores
- Argentina M19 2000, 2001 (c)
- Argentina M21 2001, Buenos Aires Mayor
- Argentina Sevens 2002
- Barbarian F.C.

## Premios
- 2005 - Revelación Clarín 2005
- 2006 - Consagración Clarín
- 2006 - Mejor Full-Back del Mundo (Diario L'Equipe de Francia)
- 2006 - Premio Leyendas del Rugby al Mejor Jugador Argentino del Año
- 2006 - Olimpia de Plata
- 2007 - Nominado a Mejor Jugador del Año por la World Rugby
- 2007 - Mejor jugador de la temporada 06/07 por el semanario francés Midi Olympique
- 2007 - Mejor apertura por la World Rugby
- 2007 - Consagración Clarín
- 2007 - Olimpia de Plata
- 2008 - Olimpia de Plata
- 2010 - Premio Konex - Diploma al Mérito